# Élections législatives de 1946 dans le territoire du Soudan
Les élections législatives françaises de 1946 se tiennent le 10 novembre. Ce sont les premières élections législatives de la Quatrième république, après l'adoption lors du référendum du 13 octobre d'une nouvelle constitution.

## Mode de scrutin
L'Assemblée nationale est composée de 618 sièges pourvus au scrutin proportionnel plurinominal suivant la règle de la plus forte moyenne dans le cadre départemental, sans panachage. 
Le vote préférentiel est admis, en inscrivant un numéro d'ordre en face du nom d'un, de plusieurs ou de tous les candidats de la liste. Mais l'ordre ne pourra être modifié que si au moins la moitié des suffrages portés sur la liste est numéroté. Dans les faits les modifications ne dépasseront jamais les 7%.
Dans l'ancienne colonie et nouveau territoire d'outre-mer du Soudan français, trois député sont à élire, soit un de plus.
La nouvelle constitution sépare la circonscription de Niger de celle du Soudan français et établit le collège unique. 
Les deux députés élus en juin dans l'ancienne circonscription, à la fois pour le collège des citoyens (Robert Lattes MRP) et celui des autochtones (Fily Dabo Sissoko SFIO), se présentent pour le Territoire du Soudan français.

## Élus
| Député sortant    | Parti | Parti   | Député élu ou réélu | Parti | Parti      |
| ----------------- | ----- | ------- | ------------------- | ----- | ---------- |
| Fily Dabo Sissoko |       | PPS-URR | Fily Dabo Sissoko   |       | PPS-SFIO   |
| Siège créé        |       |         | Jean Silvandre      |       | SFIO       |
| Robert Lattes     |       | MRP     | Mamadou Konaté      |       | US-RDA-URR |

## Résultats

### Résultats à l'échelle du département
| Parti    | Parti      | Tête de liste     | Résultats | Résultats | Sièges |  |
| Parti    | Parti      | Tête de liste     | Voix      | %         |        |  |
| -------- | ---------- | ----------------- | --------- | --------- | ------ |  |
|          | PPS-SFIO   | Fily Dabo Sissoko | 60 759    | 64,09     | 2 1    |  |
|          | US-RDA-URR | Mamadou Konaté    | 27 653    | 29,17     | 1 1    |  |
|          | UMS        | Mamadou Ouédraogo | 5 169     | 5,45      | -      |  |
|          | MRP        | Robert Lattes     | 1 222     | 1,29      | - 1    |  |
|          |            |                   |           |           |        |  |
| Inscrits | Inscrits   | Inscrits          | 160 464   | 100,00    | 3 1    |  |
| Votants  | Votants    | Votants           | 95 243    | 59,36     |        |  |
| Exprimés | Exprimés   | Exprimés          | 94 803    | 99,54     |        |  |